# Abasiofilia
Abasiofilia é uma atração psicossexual a pessoas com a mobilidade prejudicada, especialmente aqueles que usam aparelhos ortopédicos como tiras de perna, formas ortopédicas, tiras espinais, muletas, ou cadeiras de rodas. O termo Abasiofilia foi primeiro usado por John Money, da Universidade Johns Hopkins (EUA), num trabalho sobre parafilia, em 1990.

## Na cultura popular
A abasiofilia desempenha um papel de destaque no romance do escritor Michael Connelly, The Scarecrow, no qual um serial killer é motivado pela abasiofilia.